# Dusona fuliginosa
Dusona fuliginosa là một loài tò vò trong họ Ichneumonidae.